# Быков, Михаил Семёнович
Михаил Семёнович Быков (бел. Міхаіл Сямёнавіч Быкаў, 1922—1991) — подполковник Советской Армии, участник Великой Отечественной войны, Герой Советского Союза (1946). Почётный гражданин города Бобруйск.

## Биография
Михаил Быков родился 16 октября 1922 года в городе Жлобине (ныне — Гомельская область Белоруссии) в рабочей семье.
Окончил девять классов школы № 6 города Бобруйска, после чего работал слесарем-монтажником на автобазе, одновременно учась в аэроклубе. В 1940 году был призван на службу в Рабоче-крестьянскую Красную Армию. В том же году Быков окончил военную авиационную школу пилотов в Одессе.
С июня 1941 года — на фронтах Великой Отечественной войны. К апрелю 1945 года капитан Михаил Быков командовал эскадрильей 571-го штурмового авиаполка 224-й штурмовой авиадивизии 8-го штурмового авиационного корпуса 8-й воздушной армии 4-го Украинского фронта.
К середине апреля 1945 года Быков совершил 174 боевых вылета, в ходе которых произвёл штурмовку и уничтожил 52 танка, 40 артиллерийских орудий, 12 самолётов на аэродромах, 12 складов с боеприпасами.
После окончания войны Быков продолжил службу в Советской Армии. В 1948 году он прошёл подготовку к полётам в сложных метеорологических условиях, в 1952 году — окончил Высшие лётно-тактические курсы. В 1954 году в звании подполковника Быков был уволен в запас.
Проживал в Бобруйске, работал инспектором по кадрам местного дорожно-строительного управления. Скончался 30 апреля 1991 года.

## Награды
Указом Президиума Верховного Совета СССР от 15 мая 1946 года капитан Михаил Быков был удостоен высокого звания Героя Советского Союза с вручением ордена Ленина и медали «Золотая Звезда».
Был также награждён тремя орденами Красного Знамени, орденами Александра Невского, Отечественной войны I и II степеней, Красной Звезды, а также рядом медалей.

## Память
- Имя М. С. Быкова на Аллее Героев в Жлобине (Гомельская область)[3].